# Hipólito Gómez de las Roces
Hipólito Gómez de las Roces, né le 18 mai 1932 à Nava, est un homme politique espagnol membre du Parti aragonais (PAR).
Il est président de la Députation générale d'Aragon entre 1987 et 1991.

## Biographie

### Formation et vie professionnelle
Titulaire d'une licence en droit, obtenue à l'université complutense de Madrid, il passe ensuite avec succès le concours du corps supérieur des avocats de l'État et intègre le corps juridique militaire.

### Débuts en politique
En 1974, il est désigné président de la députation provinciale de Saragosse. Il fonde trois ans plus tard la Candidature aragonaise indépendante du centre (CAIC), un parti dissident de l'UCD.

### Député au Congrès
Pour les élections constituantes du 15 juin 1977, il mène la seule liste de la CAIC, dans la province de Saragosse et se fait élire au Congrès des députés. Il siège au sein du groupe des non-inscrits, ainsi qu'à la commission des Transports et à la commission des Pétitions. En janvier 1978, il fonde le Parti aragonais régionaliste (PAR).
Il conserve son mandat à l'occasion des élections législatives du 1er mars 1979. Porte-parole du groupe des non-inscrits entre mai et août 1979, il appartient à diverses commissions, notamment la commission constitutionnelle, la commission de l'Économie ou la commission de la Défense.
Au cours des élections législatives anticipées du 28 octobre 1982, le PAR intègre la Coalition populaire (CP), une alliance conservatrice formée autour de l'Alliance populaire (AP). Il est ainsi réélu, rejoint le groupe populaire et siège à la commission constitutionnelle.
Chef de file du PAR lors des élections autonomiques du 8 mai 1983, il renonce à son mandat de député aux Cortes d'Aragon au profit du Congrès. Il y est même élu pour un quatrième mandat au cours des élections législatives anticipées du 22 juin 1986. Il retrouve le groupe des non-inscrits, reste à la commission constitutionnelle et intègre la commission des Affaires étrangères.

### Président de l'Aragon
À nouveau chef de file du PAR aux élections autonomiques du 10 juin 1987, il remporte 19 députés avec 28,5 %, derrière le Parti des socialistes d'Aragon-PSOE (PSOE-Aragon) de Santiago Marraco, alors au pouvoir. Le 14 juillet, le président des Cortes propose son nom à l'investiture des députés, après avoir reçu le soutien de l'Alliance populaire qui compte 13 parlementaires. Hipólito Gómez de las Roces est investi président de la Députation générale d'Aragon le 23 juillet, lors du second tour de scrutin, par 32 voix pour, 29 contre et 6 abstentions.
Un accord de coalition est conclu entre le PAR et le nouveau Parti populaire (PP) en février 1989 qui permet l'entrée de ce dernier au gouvernement régional. Aussi le 10 mars remporte-t-il le vote de confiance aux Cortes, par 32 voix pour, 27 contre et 6 abstentions.
Candidat à sa succession lors des élections du 26 mai 1991, il remporte 25,1 % des voix, ce qui lui donne 17 députés, soit autant que le Parti populaire. Le 25 juin, après que le PAR et le PP ont souscrit un nouvel accord de coalition, il renonce à se présenter à l'investiture, et son parti lui choisit comme successeur Emilio Eiroa, secrétaire général du PAR.

### Fin de vie politique
Il maintient son mandat parlementaire jusqu'à la fin de la législature en 1995, puis quitte définitivement la vie politique. Il fonde alors un cabinet d'avocats à Saragosse.